# Masindi
Masindi é uma cidade da região oeste de Uganda, situada na estrada que liga Kampala ao Parque Nacional Murchison Falls. É a capital do distrito de Masindi.

## Localização
Está localizada a aproximadamente 215 km (134 milhas) a noroeste de Kampala, capital de Uganda. As coordenadas de Masindi são 1°41'01.0"N, 31°43'20.0"E (Latitude:1.683611; Longitude:31.722222).

## População
Um censo da população feito pelo governo em 2011 estimou que a cidade tinha 45.400 habitantes. O censo populacional nacional realizado em agosto de 2014 indicou que a população era de 94.622 habitantes.